# Yacumama (mythologie)
 (mai 2025).

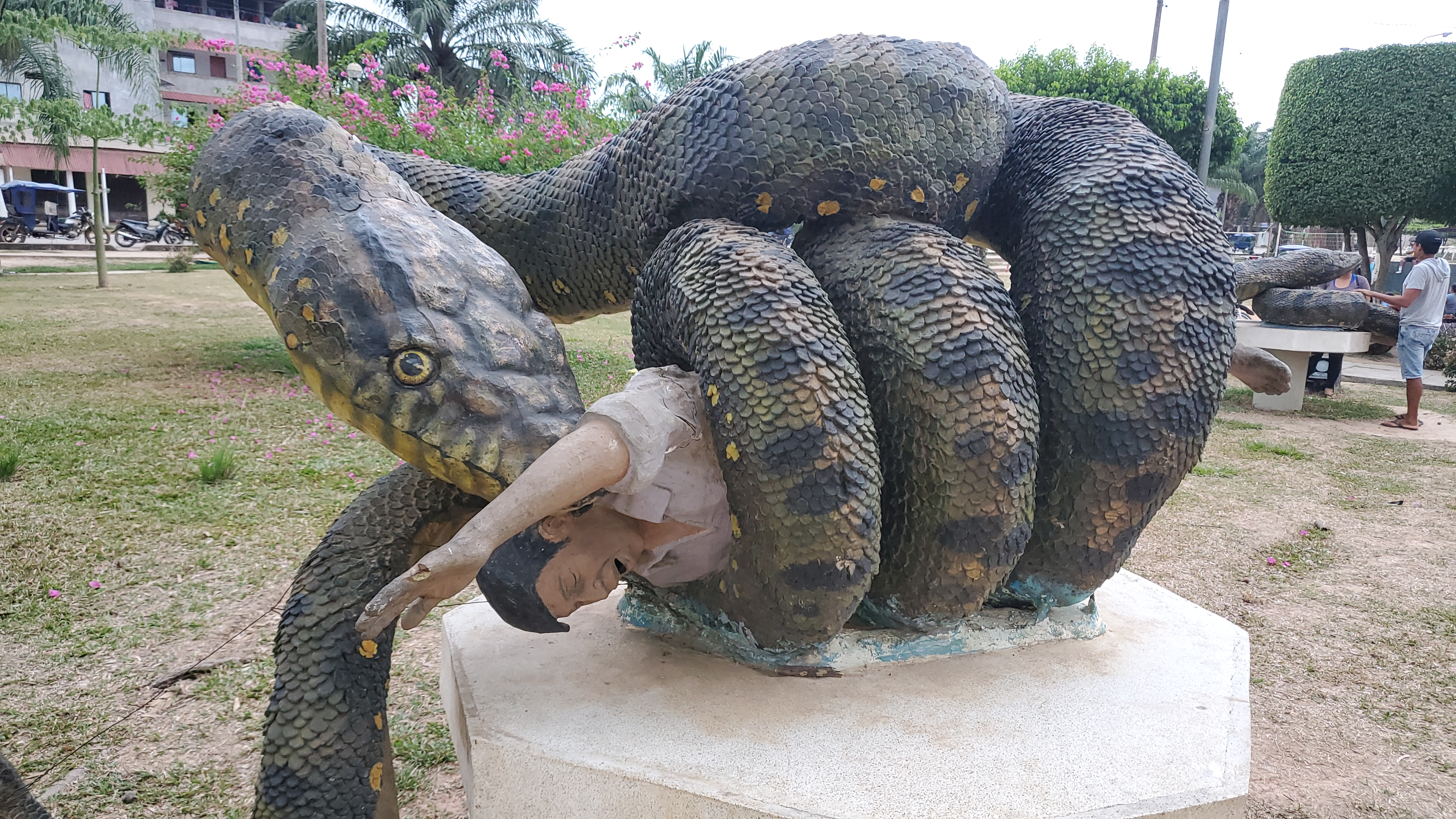
Une statue du serpent mythique en train d'étouffer un homme.

Yacumama (du quechua yaku signifiant « eau » et mama « mère ») est un serpent géant aussi connu sous le nom de « Mère de l'Eau ». D'après le mythe, il vivrait dans la forêt amazonienne et serait la mère de tous les animaux aquatiques. Elle attaquerait toutes créatures vivantes s'approchant à cent pas d'elle.
Pour se protéger, les peuples indigènes soufflaient dans une conque avant d'entrer dans l'eau. Ils croyaient que Yacumama apparaitrait si elle était présente à cet endroit.